# 칼 7세

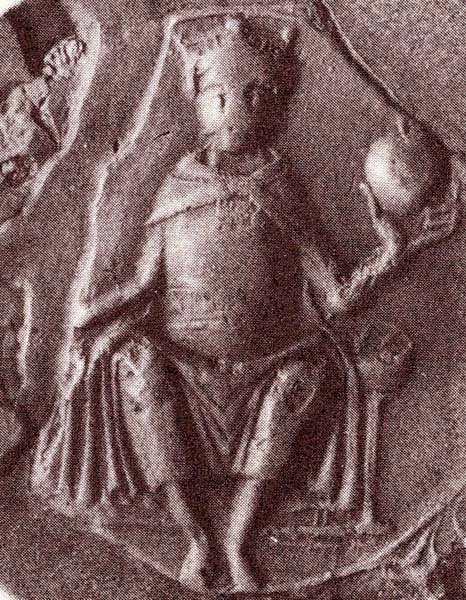
칼 7세의 인장에 묘사된 칼 7세

칼 7세(스웨덴어: Karl VII, 1130년경 ~ 1167년 4월 12일) 또는 칼 스베르케르손(스웨덴어: Karl Sverkersson)은 스웨덴의 국왕(재위: 1161년 ~ 1167년)이다. 스베르케르가 출신이다.

## 생애
스베르케르 1세 국왕과 그의 아내인 울브힐드 호콘스도테르(Ulvhild Håkansdotter)의 아들로 태어났다.
1156년 스베르케르가 출신의 스베르케르 1세가 피살되면서 에리크가 출신의 에리크 9세가 스웨덴의 국왕으로 즉위했지만 칼 스베르케르손은 에리크 9세와 갈등을 빚었다. 1160년 칼 스베르케르손의 지원을 받은 스베르케르가(Sverker) 출신의 망누스 2세가 에리크 9세 국왕을 살해하면서 스웨덴의 국왕으로 즉위했다.
1161년 칼 스베르케르손이 외레브로(Örebro)에서 벌어진 전투에서 망누스 2세를 패사시키면서 스웨덴의 칼 7세 국왕으로 즉위했다. 1167년 4월 12일 비싱쇠 섬(Visingsö)에서 에리크가의 크누트 에릭손(Knut Eriksson)을 지지하던 세력들에 의해 피살당했다.
칼 7세가 피살된 이후에는 한때 스베르케르가의 콜(Kol), 부리슬레브(Burislev) 형제가 스웨덴을 지배하기도 했지만 1173년 스베르케르가의 콜, 부리슬레브 형제가 피살되면서 크누트 1세가 통일된 스웨덴의 국왕이 되었다.
덴마크의 귀족 출신인 크리스티나 스틱스도테르 흐비데(Kristina Stigsdotter Hvide)와 결혼했으며 아들인 스베르케르 2세를 낳았다.
| 전임 망누스 2세 | 스웨덴의 국왕 1161년 ~ 1167년 | 후임 크누트 1세 |